# Jánosi György (politikus)
Jánosi György (Szekszárd, 1954. január 21. –) magyar politikus, író, szociológus. 2002 és 2003 között gyermek-, ifjúsági- és sportminiszter, 1990 és 2010 között országgyűlési képviselő, az MSZP alapító tagja.

## Élete
Az általános és a középiskolát Szekszárdon végezte. Tizenéves korában gimnáziumi KISZ-titkár volt. 1979-ben a debreceni Kossuth Lajos Tudományegyetem Bölcsészettudományi Karán népművelés szakon szerzett diplomát. 1979-től 1983-ig a Kaposvári Tanítóképző Főiskola Szekszárdi Kihelyezett Tagozatán tanársegéd, majd 1983–1988 között adjunktus. Közben 1982-1985 között elvégezte az Eötvös Loránd Tudományegyetem Bölcsészettudományi Karán a szociológiai kiegészítő szakot.
1985-ben Debrecenben egyetemi doktor címet szerzett szociológiából. 1988-ban főiskolai docenssé nevezték ki. Kultúraelméletet, család- és művelődésszociológiát tanított, 1986-1990 között tanszékvezetői, illetve 1987-től három éven át a Szekszárdi Kihelyezett Tagozat főigazgató-helyettese volt. Az országban egyedülálló kísérletet irányítva 1989-ben új képzési ágként beindította a szociálismunkás-képzést. 1991-ig irányította ennek a szakterületnek a kiépítését. Fő kutatási területe az életmód, a szabadidő, a szórakozás kultúrszociológiája. Több tanulmánya jelent meg országos folyóiratokban, A szórakozás történeti funkcióváltozásai című könyvét a Magvető Kiadó adta ki a Gyorsuló idő sorozatban.
Egyetemi évei alatt részt vett a KISZ megújítására irányuló reformkísérletekben. 1984-ben a Magyar Szocialista Munkáspárt tagja lett, ezt megelőzően három felkérésre – érettségi után, katonaság közben, majd egyetemista korában – nemet mondott. 1988-ban bekerült az MSZMP Tolna megyei bizottságába, majd hamarosan a végrehajtó bizottságba. 1989. áprilisban a megyei pártértekezleten az MSZMP utolsó megyei első titkárává választották. Országos feltűnést keltett, hogy főiskolai oktatói státusát nem adta fel, politikai funkcióját társadalmi munkában látta el. 1989 októberében a Magyar Szocialista Párt alapító tagja és első megyei elnöke lett.
Az 1990. évi parlamenti választásokon az MSZP Tolna megyei listájának vezetője és a megye 1. sz. választókerületének képviselőjelöltje volt, továbbá felvették az országos listára is. A második fordulóban a harmadik helyen végzett, listán sem került be a törvényhozásba. Az 1990. májusi pártkongresszuson beválasztották az MSZP országos elnökségébe, s Pozsgay Imre mellett a párt másik alelnöke lett. A szocialista párt országos választmányának a döntése alapján, a Bossányi Katalin lemondása miatt megüresedett országos listás helyen országgyűlési képviselő lett. Egyik kezdeményezője volt a gyermek- és ifjúsági országgyűlési bizottság megalakulását előkészítő munkacsoportnak, majd 1992. október 13-tól a megalakult oktatási, ifjúsági és sport állandó bizottság alelnöke lett.
Az 1994. évi országgyűlési választásokon az MSZP országos és Tolna megyei területi listáján jelölték, illetve újra Tolna megye 1. sz. választókerületében indult, ahol első helyen végzett. A koalíciós tárgyalásokon az oktatási-kulturális albizottságban Fodor Gáborral (SZDSZ) együtt a megbeszélések vezetője. Az Országgyűlésben az oktatási, tudományos, ifjúsági és sport állandó bizottság elnöke lett. 1994. július 11-én többszöri felkérés után elvállalta a Művelődési és Közoktatási Minisztérium politikai államtitkári tisztét, a bizottsági elnöki funkcióról július 14-én mondott le. 1994. november 22-ig volt államtitkár, lemondásának közvetlen oka a közoktatás normatív támogatása körül kirobbant kormányon belüli vita, de szerepet játszottak benne a minisztérium belső működési problémái, a pénzügyi tárca vezetőivel való egyeztetések nehézségei és az emberi és szakmai együttműködési problémák Fodor Gábor miniszterrel. 1994. december 1-jei hatállyal mentették fel. 1996. február 20-tól újra az Országgyűlés oktatási, tudományos, ifjúsági és sport állandó bizottságának az elnöke.
Az 1994. októberi kongresszuson az MSZP Országos Választmányának elnöki posztjára jelölték, de csak alelnök lett. Az MSZP alelnökeként és médiaszakértőjeként 1994-1995 folyamán aktívan és eredményesen tevékenykedett a médiatörvény előkészítésében, kezdetben ő szervezte és vezette a hatpárti politikai-szakmai tárgyalásokat. A politikai megállapodás megkötése után alakult hat-, majd hétpárti média-albizottság tagja. Az 1996. márciusi kongresszuson párttisztségében megerősítették.
2000-ben Jánosi azt javasolta, hogy Németh Miklós legyen a párt miniszterelnök-jelöltje. Kovács László pártelnökké választásával eldőlt, hogy vágya nem fog teljesülni, helyette Jánosi lett az országos választmány elnöke. Megválasztása után a pártban kötött kompromisszum után Jánosi helyet kapott Medgyessy Péter 10 fős stábjában, a Tizek Társaságában.
2002-ben egy évig a Medgyessy-kormány gyermek-, ifjúsági- és sportminisztere volt. Helyére 2003-ban Gyurcsány Ferencet nevezték ki. 2003 és 2006 között az Országgyűlés Oktatási és Tudományos Bizottságának, majd 2006 és 2010 között a  Kulturális Bizottság alelnöke és a Média Albizottság elnöke volt. 2009-ben a nevével fémjelzett médiatörvény heves vitát váltott ki a kormány és az MTV között.
2010-ben még felkérték érdi jelöltnek, de nem vállalta, inkább az irodalmat választotta.

### Költőként
Már gimnazista korában írt és alternatív színjátszó csoportot alakított, mert rendező szeretett volna lenni. Jelentkezett a Színművészetire is, de abban az évben nem indult rendező szak, színésznek meg elmondása szerint nem volt elég jó. A hetvenes évek elején már versei jelentek meg a Népújságban. Politikai pályafutásának 2010-es végén visszatért az íráshoz, majd 2019-ben elkezdte készíteni ötödik kötetét. A Haza, Anyámhoz című versét Cipő zenésítette meg és Halász Judit énekelte el a Szeresd a testvéred lemezén. 2013-ban Halász Judit és a Cipő című közös lemezükön is hallható volt a dal.

#### Verses kötetei
- Részeg angyalok (2005)
- Bukott angyalok (2006)
- Néma angyalok (2007)
- Utóirat (2008)

## Családja, magánélete
Édesapja, Jánosi György közgazdasági technikumot végzett, előbb a Szekszárdi Városi Tanácson dolgozott, majd a Tolna Megyei Tanács ipari főelőadójaként ment nyugdíjba. Édesanyja, Susák Katalin a megyei kórház munkaügyi csoportvezetőjeként dolgozott. Két nővére van: Katalin (1951) és Ágnes (1952). 1982 óta nős, felesége Kühstahler Rozália általános iskolai tanítónő. Két gyermekük van: Eszter (1983) és Kata (1988).